# John Peachey (2e baron Selsey)
John Peachey, 2e baron Selsey (16 mars 1749 - 27 juin 1816), est un homme politique britannique qui siège à la Chambre des communes de 1776 à 1790. 

## Biographie
Il est le fils de James Peachey (1er baron Selsey), de Lady Georgiana Caroline Scott, fille de Henry Scott (1er comte de Deloraine). 
Il est élu au Parlement pour St Germans en 1776, poste qu'il occupe jusqu'en 1780, puis représente New Shoreham entre 1780 et 1790. En 1808, il entre à la Chambre des lords à la mort de son père. 
Lord Selsey épouse Hester Elizabeth Jennings en 1784. Ils ont quatre enfants: Caroline Mary Vernon Harcourt (née Peachey) (1785-1871), James Peachey (1783-1811), le capitaine Henry John Peachey (1787-1838) et le révérend John William Peachey (1788-1837). 
Il est décédé en juin 1816, à l'âge de 67 ans, et son fils survivant, Henry, lui succède. Lady Selsey est décédée en avril 1837 . 